# Reichsgau Kärnten
De Reichsgau Kärnten (Nederlands: Rijksgouw Karinthië) was een de rijksgouwen in het Duitse Rijk na de annexatie van Oostenrijk in 1938. Het rijksgouw bestond volgens het Ostmarkgesetz van 1939 tot 1945.

## Geschiedenis
In 1925 werd in de Republiek Oostenrijk de Gaue der NSDAP  (Gouwen van de NSDAP) opgericht zoals die in het Duitse Rijk al bestonden. Wegens het partijverbod (NSDAP) in 1933, was het illegaal om rijksgouwen op te richten. Gedurende deze tijd was Hans vom Kothen tot 1934 en Peter Feistritzer vanaf 1936 de leider in Karinthië.
Op 11 maart 1938 waren er in verband met de annexatie van Oostenrijk tot demonstraties van de nationaalsocialisten tegen de deelstaatregering van de Karinthische steden Klagenfurt en Villach. NSDAP-Gouwleider Franz Kutschera en Wladimir von Pawlowski dwongen Landeshauptmann Arnold Sucher om zijn ambt aan Pawlowski over te dragen. De volgende dag was het gehele bestuur van Karinthië, inclusief de gemeenten, in handen van de nationaalsocialisten, die zo voor het eerst de macht overnamen in een deelstaat van Oostenrijk.
Vanaf maart 1938 was Hubert Klausner Landeshauptmann en Parteigauleiter. Na de dood van Klausner op 12 februari 1939 volgde Pawlowski hem als dienstdoende Landeshauptmann op. Tegelijkertijd was Pawlowski hoofd van een deelstaatdistrict van augustus 1939 tot juni 1942. Vanaf maart 1940 tot december 1941 Gauhauptmann, en vanaf april 1940 waarnemend Reichsstatthalter (Rijksstadhouder) van Karinthië. Een toonbeeld van ambten-verstrengeling van partij- en staatsambten in de nazi-staat. Kutschera werd tijdelijk mit der Führung beauftragt (m. d. F. b.)  (vrije vertaling: met het leiderschap belast).
Op 18 november 1941 werd de Salzburger Gouwleider Friedrich Rainer benoemd tot NSDAP-Gouwleider en Rijksstadhouder van Karinthië. De plaatsvervangend Gouwleiders waren: Karl Pachnek en Friedrich Thimel vanaf 1941.
In oktober 1938 werd Oost-Tirol toegevoegd aan het Parteigau Karinthië. Volgens de Ostmarkgesetz werd het op 1 mei 1939 een Rijksgouw.
Na de capitulatie van Joegoslavië op 17 april 1941 (Balkanveldtocht) werden de Mieß  (Meža) en het Oberkrain  (hedendaags Gorenjska) bezet door het Duitse Rijk en geplaatst onder het bestuur van Karinthië.
Op 11 november 1941 werd Gouwleider Rainer door Hitler benoemd tot Reichsstatthalter (Rijksstadhouder) en chef van het CdZ-Gebiet Kärnten und Krain. Zoals eerder in Salzburg werd Rainer op 11 december 1942 ook benoemd tot Reichsverteidigungskommissar (Rijksverdedigingscommissaris). Na de wapenstilstand van Cassibile van 8 september 1943, nam Rainer als Oberster Kommissar de Operationszone Adriatisches Küstenland over, en werd zo hoofd van het burgerlijk bestuur in de Italiaanse provincies Friuli.
In de tijd van het nationaalsocialisme vormde Karinthië ongeveer 6% van de bevolking van Oostenrijk, 15,4% daarvan waren NSDAP-leden. Er waren 13.333 SS-leden in Karinthië.

## Bestuurlijke eenheden
Dit waren de bestuurlijke indelingen van de gouw: 
- Stadt- und Landkreis Klagenfurt
- Stadt- und Landkreis Villach
- Landkreis Hermagor
- Landkreis Lienz
- Landkreis Sankt Veit an der Glan
- Landkreis Spittal an der Drau
- Landkreis Völkermarkt
- Landkreis Wolfsberg

## Ambtsbekleders
De volgende personen behoorden tot de gouwleiding:
- Gauleiter: Hubert Klausner (1938-1939) - Franz Kutschera (waarnemend) (1939-1941) - Friedrich Rainer (1941-1945)
- Gauleiterstellvertreter: Franz Kutschera (1938-1941) - Karl Pachnek (1940) - Friedrich Thimel (1941-1945)
- Gauorganisationamt: Fritz von Hollan
- Gauschatzamt: Gustav Strutz
- Gaupropagandaleiter: Ottokar Drumbl
- Gauinspektion: Theo Bauer
- Gauschulungsamt:  Dr. Fritz Pflegerl
- Gaupersonalamt: Josef Prokop
- Gaufpresseamt: Ernst Plötz
- Gauobmann der DAF: Raimund Egger
- Amt für Agrarpolitik und Reichsnährstand: vacant
- Amt für Erzieher und NS-Lehrerbund: Ernst Dlaska
- Rechtsamt und NS-Rechtswahrerbund: Dr. Paul Messiner
- Amt für Beamte: Anton Tropper
- Beauftrager für Rassenpoltik und RDK: Bertand Weißenbach
- Gauwirtschaftsberater: Ing. Alois Winkler
- Amt für Technik und NSBDT: Prof. Ing. Ernst von Gottstein
- Amt für Volksgesundheit: Dr. Oskar Kraus
- NS-Frauenschaft: Gret von Mitterwallner
- Amt für Volkswohlfahrt und NSV: Johann Hauser
- Parteigericht:  Hugo Herzog
- Amt für Kriegsopfer: Max Semmelrock